# هليل الظفر
هليل الظفر(1) (باللاتينية: Lunula) أو حُقاب هي المنطقة البيضاوية التي تبدو على شكل هلال في ظفر أصابع اليد أو القدم، وهُليل الظفر هو الجزء المرئي من جذر الظفر.
يظهر هليل الظفر في الأجنة البشرية بحلول الأسبوع الرابع عشر من الحمل، وله دور هيكلي رئيسي في تحديد الحافة الحرة لصفيحة الظفر البعيدة، وهو جزء الظفر الذي ينمو إلى الخارج

## المظهر
يقع هليل الظفر في نهاية الظفر في المنطقة الأقرب لجلد الإصبع، وهو يمتد أسفل الظفر، وهو في الواقع ليس أبيضًا، ولكنه يظهر هكذا عندما يُرى من خلال الظفر. لهليل الظفر دورٌ هام، فهو المسئول عن تحديد هيئة الظفر لذا فهو جزء حساس للغاية من بنية الظفر. وإذا اُضّرَ بهُليل الظفر، فإن الظفر سيتشوه بشكل دائم. إذا أُزيل كل الظفر، يظل الهليل في مكانه، وسيشبه في المنظر ظفرًا صغير الحجم راسخًا في مهاد الظفر.
في معظم الأحوال يشبه هليل الظفر نصف قمر، وله سمات نسيجية فريدة. استنتجت فحوصات أن الهليل يتشكل من منطقة من الأدمة مع حزم كولاجين أقل تطورًا، ويبدو باللون الأبيض؛ لأن الطبقة القاعدية السفلية السميكة تحجب الأوعية الدموية الكامنة.
يبدو هليل الظفر بشكل ملحوظ في الإبهام، ومع ذلك فإن هناك بعض الأشخاص قد لا تبدو هليلات الأظافر في أصابعهم حيث قد تغطي مقدمة الظفر [الإنجليزية]
 الهليلات.

## الهوامش
- «1»: الهُلَيل[5] (جمعها هُلَيلَات)،[6][7] وتُسمى أيضًا القُمَير[5] أو الحُقاب[3]